# Okręg Château-Gontier
Okręg Château-Gontier (fr. Arrondissement de Château-Gontier) – okręg w północno-zachodniej Francji. Populacja wynosi 62 100.

## Podział administracyjny
W skład okręgu wchodzą następujące kantony:
- Bierné,
- Château-Gontier-Est,
- Château-Gontier-Ouest,
- Cossé-le-Vivien,
- Craon,
- Grez-en-Bouère,
- Saint-Aignan-sur-Roë.